# Hotel Los Delfines
Delfines Hotel & Convention Center, conocido como Hotel Los Delfines es un hotel de 5 estrellas ubicado en el distrito de San Isidro, en la ciudad de Lima, capital del Perú. Forma parte de un complejo compuesto por una torre de 14 pisos y consta de 206 habitaciones.
El hotel abrió sus puertas el  15 de julio de 1997.

## Instalaciones
El hotel cuenta con 206 habitaciones incluyendo un casino, salón de banquetes, dos restaurantes, salas de conferencias, gimnasio, spa, cancha de tenis, centro de negocios y club ejecutivo.
Es uno de los hoteles más emblemáticos de la ciudad de Lima.

## Helipuerto
Dentro de la infraestructura del hotel destaca su plataforma para recibir helicópteros ligeros de hasta 5000 kg, se ubica en 12°5′52.2″ S
77°2′52,2″ O.